# EOKA
A EOKA - Ethniki Organosis Kyprion Agoniston, em português Organização Nacional de Combatentes Cipriotas, foi uma organização nacionalista grecocipriota que lutou para a expulsão das tropas inglesas da ilha do Chipre, para a autodeterminação e para a união com a Grécia, em meados dos anos 1950. Os seus primeiros membros provinham de duas organizações fundadas por Makarios: União dos Jovens Cristãos Ortodoxos (OXEN) e Organização Juvenil Pan-Cipriota Enosista (PEON).
A organização foi dirigida por Georgios Grivas, coronel que se distinguiu durante a Segunda Guerra Mundial e a Guerra Civil da Grécia subsequente. Grivas assumiu o nome de guerra "Digenis" em honra do lendário bizantino Digenis Akritas, que impediu as invasões do Chipre durante a Idade Média. A EOKA foi apoiada clandestinamente pelo Governo grego através de armas, dinheiro e propaganda nas estações de rádio de Atenas. 
A sua campanha de guerrilha começou em 1954 sobre as instalações militares e civis britânicas e sobre os colaboradores greco-cipriotas e turco-cipriotas, informadores, comunistas e membros da formação paramilitar turco-cipriota TMT (Mukavemet Teskilati). Acima de 30.000 tropas britânicos foram destacados para combater a organização, tendo oficialmente perdido a vida 104 homens desse destacamento. No entanto, suspeita-se que o número real de soldados, de administradores britânicos e do corpo policial perdido é, pelo menos, três vezes superior ao confirmado. 
A actividade da EOKA durou até 24 de Dezembro de 1959, quando um cessar-fogo foi convencionado no momento em que o Governo britânico propôs o Tratado de Zurique para o futuro do país. O objectivo da EOKA de livrar o Chipre da subjugação inglesa foi conseguido a 16 de Agosto de 1960 quando o país alcançou a independência do Reino Unido. No entanto, tal independência negou claramente a união que pretendiam com a Grécia. 
Quando o Chipre alcançou a sua independência, concordou com uma complexa constituição na qual existiam duas comunidades e um compromisso de garantia de segurança intercomunitária, supervisionado pela Grécia, Turquia e Grã Bretanha. Apesar disso, no ano de 1963, iniciaram-se enfrentamentos intercomunitários tendo como protagonistas os combatentes da EOKA. 
O recrutamento clandestino, preparação e organização começaram novamente nos inícios de 1961. Ainda que a EOKA, que tinha lutado na campanha de 1954/9 tivesse sido desmantelada, muitas das suas armas não haviam sido entregues à polícia e as células mantiveram-se activas. Estas células seriam a base da nova força. Em 1962, iniciou-se o treino nas montanhas de Troodos sob a direcção dos oficiais greco-cipriotas do exército do Chipre, utilizando armas pertencentes ao arsenal deste. Em 1963, 10.000 greco-cipriotas estavam a ter treino militar.

## EOKA-B
Esta foi uma organização paramilitar favorável à enosis formada pela direita grecocipriota, em 1971. Foi apoiada pela Junta Militar Grega que consentiu o Governo, em 1967, após derrubar o Governo legítimo de George Papandreou. Em Setembro de 1970, Grivas regressou secretamente à ilha e formou uma nova organização secreta chamada EOKA-B. A Junta Militar de Atenas enviou-o para activar a enosis, o que daria apoio à sua acção de Governo, legitimidade e alargaria a sua vida no poder.
Enquanto que a EOKA (1955-59) era vista pela maioria dos greco-cipriotas como a organização dos combatentes anticolonialistas, a EOKA-B não tinha o apoio esmagador da população (céptica sobre a implicação de organizações relacionadas com ditadura grega com esta). A sua impopularidade aumentou depois dos ataques contra os socialistas cipriotas-gregos e os partidários da independência, quando o ultraje público levou ao assassínio do ministro Polycarpos Georgadjis e a uma tentativa de assassinato de Makarios. Os confrontos com Makarios (culpado de não levar a cabo a pretendida união com a Grécia) tornaram-se públicos em Dezembro de 1973, devido à morte de um pastor pelas mãos desta organização.
Em Janeiro de 1974, Grivas morre de um ataque cardíaco. Com a sua morte, a nova direcção da EOKA-B passou nitidamente para um controlo mais directo e influência da Junta Militar de Atenas. En Abril, a organização é declarada ilegal e no mês seguinte é ordenada a entrega das armas. A 15 de Julho de 1974, a EOKA-B, com a aprovação do ditador grego Ioannides, empreendeu um golpe de Estado derrubando Makarios e instalando a Nikos Sampson como presidente do Chipre. Esta acção provocou a intervenção militar turca a partir de 20 de Julho de 1974 (Operação Átila) que conduziu à consequente divisão da ilha.